# Danh sách di sản thế giới tại Lào
UNESCO đã công nhận 2 di sản thế giới tại Lào và tất cả đều là di sản văn hóa. Di sản đầu tiên được công nhận là Phố cổ Luang Prabang được công nhận vào năm 1995. Ngoài ra, Lào cũng có 3 địa điểm nằm trong danh sách di sản dự kiến được xét công nhận trong tương lai.

## Danh sách

### Vị trí
Dưới đây là vị trí các di sản thế giới đã được UNESCO công nhận và các di sản dự kiến tại Lào.

### Danh sách di sản
| Tên                                                                   | Hình ảnh            | Vị trí                     | Tiêu chuẩn           | Diện tích ha (mẫu Anh) | Năm công nhận | Mô tả | Tham chiếu |
| --------------------------------------------------------------------- | ------------------- | -------------------------- | -------------------- | ---------------------- | ------------- | ----- | ---------- |
| Luang Prabang                                                         |                     | Luangprabang, Luangprabang | Văn hóa: ii, iv, v   | 820 (2.000)            | 1995          |       | [ 2 ]      |
| Wat Phou và các khu định cư cổ nằm trong Quang cảnh văn hóa Champasak | Quang cảnh Wat Phou | Champasack                 | Văn hóa: iii, iv, vi | 39.000 (96.000)        | 2001          |       | [ 3 ]      |

### Di sản dự kiến
- Các địa điểm cự thạch tại tỉnh Xiengkhuang (1992)
- Thạt Luông của Viêng Chăn (1992)
- Khu bảo tồn quốc gia Hin Nam No (2016)